# 圣埃米娜
圣埃米娜（法語：Sainte-Hermine，法語發音：[sɛ̃t ɛʁmin]）是法国卢瓦尔河地区大区旺代省的一个市镇，位于该省中部偏东南，属于丰特奈勒孔特区。

## 地理
圣埃米娜（46°33'22"N, 1°3'20"W）面积34.47 平方千米，位于法国卢瓦尔河地区大区旺代省，该省份为法国西部沿海省份，北起大西洋卢瓦尔省和曼恩-卢瓦尔省，西临大西洋，南至滨海夏朗德省，东部及东南部与德塞夫勒省接壤。
与圣埃米娜接壤的市镇（或旧市镇、城区）包括：拉雷奥尔特、布尔讷佐、圣欧班拉普莱讷、圣艾蒂安德布里卢埃、圣瑞尔-尚日隆、圣佩克西娜、蒂雷。
圣埃米娜的时区为UTC+01:00、UTC+02:00（夏令时）。

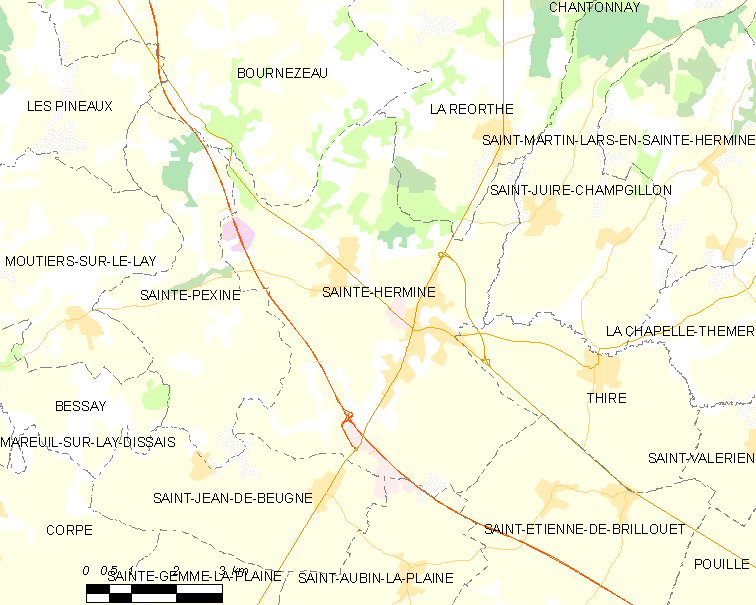
圣埃米娜的OSM定位图

## 行政
圣埃米娜的邮政编码为85210，INSEE市镇编码为85223。

## 政治
圣埃米娜所属的省级选区为拉沙泰涅赖县。

## 交通
法国国家A83号高速公路经过境内南部并设有出入口，旺代省省道D19线、D137线、D148线和D948线等在境内交汇。

## 人口

1962-2008年间圣埃米娜人口变化图示

圣埃米娜于2022年1月1日时的人口数量为2962人。